# 酸素の同位体

大質量星の終末期の模式図。^{16}Oは酸素殻 (O-shell) で、^{17}Oは水素殻 (H-shell) で、18<Oはヘリウム殻 (He-shell) で核合成される。

酸素の同位体（さんそのどういたい）には3種の安定同位体が存在し、さらには14種の放射性同位体核種が確認されている。放射性核種を含めた酸素同位体の質量数の範囲は、12から28までに収まる。3種の安定同位体はそのうち16から18までであり、その存在比から酸素の標準原子量は 15.999 03 - 15.999 77 とされている。

## 安定同位体の起源
酸素には16O、17O、18Oの3種類の安定同位体が存在する。主要核種は16Oで、天然存在比は99.762 atom%である。
16Oの存在比が大きいのは、恒星進化論によって説明できる。ビッグバンにより宇宙が誕生した頃には、元素として水素とヘリウムしか合成されなかった。それ以外の酸素を含む大部分の元素は、恒星の燃焼である核融合反応の過程で合成された。恒星内では、まず陽子-陽子連鎖反応とCNOサイクルにより、水素が燃焼されヘリウムが蓄積される。その水素燃焼が恒星の中心核で進むと、核は自己重力で収縮により中心温度が高くなる。その温度が約1億Kを超えるとトリプルアルファ反応が始まり、ヘリウムが燃焼する。これにより12Cが、さらにヘリウム原子核と反応し16Oが合成される。この核合成が大部分の16Oの起源である。
17Oと18Oは、天然存在比がそれぞれ0.037%、0.204%と、微量な安定同位体である。17Oは主に恒星の燃焼のCNOサイクルにて、水素がヘリウムへと燃焼する過程で合成される。18Oは、14Nに4Heが捕らえられることにより主に合成される（14NはCNOサイクルにおいて合成される）。そのため、17Oは恒星の水素燃焼層で、18Oはヘリウムが豊富な層で合成される。

## 放射性同位体
酸素の放射性同位体は14核種確認されている。その中でも最も安定した核種は15Oで半減期は122.24秒である。次に安定な核種は14Oで、半減期は70.606秒である。その他の放射性同位体核種の半減期は27秒未満であり、大部分の半減期は83ミリ秒未満である。最も一般的な崩壊は電子捕獲とベータ崩壊であり、崩壊生成物は電子捕獲すれば窒素の同位体核種、ベータ崩壊すればフッ素の同位体核種になる。

## 原子量16
原子量は、現在の12Cに基づいて定義される以前は、酸素により定義されていた。酸素は他の元素と酸化物を作りやすく、酸素と他の原子との相対質量を調べるのが容易だったためである。かつては同位体の存在が知られていなかったという歴史的経緯から、16O原子の質量を基準に原子量16を定義した物理原子量と、酸素の同位体の平均相対質量でもって原子量16を定義した化学原子量が存在していた。化学原子量が同位体の存在比によって可変であることから、一種類の原子の質量を基準にしている物理原子量の方がより厳密であることは化学者にもわかっていたが、化学原子量の値を変更することはそれまでに書かれた化学論文が全て数値的に無効になってしまうため、16O原子を基準とした物理原子量に移行することは大きな反発があった。ところで、原子量の基準に酸素が使われたのは他の元素と化合しやすいという化学者にとっての都合のためであり、物理学者にとっては何か特定の同位体を基準とするのであれば酸素にこだわる理由はない。そしてたまたま、12C原子の質量はそれまで化学者が使用していた化学原子量でほぼ正確に12であった。12C原子を基準とした原子量と旧来の化学原子量の差はわずか0.003%であり、それは16O原子を基準とした物理原子量と化学原子量との差よりもずっと小さいものとなる。そこで1961年IUPACの検討により、12Cの質量を原子量12とする現在の国際原子量が決定された。

## PET診断と酸素の同位体
18Oは、PET診断の際に人体に投与される製剤18F-FDG（フルオロデオキシグルコース）の重要な原料でもある。
まず、18O原子を含む水（水-18O、H
218
O）に、サイクロトロンで加速した陽子を照射する。すると、18F（半減期約110分）が核合成され、これにマンノーストリフレート等を反応させることにより18F-FDGが調製される。これを人体に投与すると、グルコース代謝の活発な細胞に18F-FDGが特異的に集まる。この18F-FDGの18Fが放射壊変時に発する陽電子を検出器でとらえることにより、脳、心筋、癌等のグルコース代謝の診断が可能となる。
また15O（半減期約2分）で標識した酸素ガスや水は、脳血流量や酸素代謝量などの測定に用いられる。
18Oと2Hと同時に用いることで、ヒトや動物のエネルギー消費量を求めることができる（二重標識水法）。

## 同位体比測定による気候解明
地球の大気における酸素原子の安定同位体の存在比は、16Oが99.759%、17Oが0.037%、18Oが0.204%である。しかし、水分子はわずかに軽い方の酸素同位体を多く含む傾向がある。そのため、地球上の淡水、極氷の18Oを含む水分子の存在比は0.1981%であり、大気中の18O存在比や、海水での18Oの存在比 (0.1995%) よりもわずかに低い。
これは、18O原子を含む水の方が16O原子を含む水分子よりもわずかに凍りやすく、また、水が赤道付近で蒸発して極周辺へと大気輸送される際に、レイリー分別効果の影響も受けるためである。
そのため、南極や北極などで堆積している過去の氷の酸素原子の同位体比には、当時の気候が反映されており、その測定により過去の気候変動を解析することができる。（海洋酸素同位体ステージ参照）

## 一覧
| 同位体 核種 | Z(p)           | N(n)           | 同位体質量 (u)     | 半減期                         | 核スピン数     | 天然存在比  | 天然存在比 (範囲) |
| 同位体 核種 | 励起エネルギー | 励起エネルギー | 励起エネルギー     | 半減期                         | 核スピン数     | 天然存在比  | 天然存在比 (範囲) |
| ----------- | -------------- | -------------- | ------------------ | ------------------------------ | -------------- | ----------- | ----------------- |
| 12O         | 8              | 4              | 12.034405(20)      | 580(30)×10−24 s [0.40(25) MeV] | 0+             |             |                   |
| 13O         | 8              | 5              | 13.024812(10)      | 8.58(5) ms                     | (3/2-)         |             |                   |
| 14O         | 8              | 6              | 14.00859625(12)    | 70.598(18) s                   | 0+             |             |                   |
| 15O         | 8              | 7              | 15.0030656(5)      | 122.24(16) s                   | 1/2-           |             |                   |
| 16O         | 8              | 8              | 15.99491461956(16) | STABLE                         | 0+             | 0.99757(16) | 0.99738–0.99776   |
| 17O         | 8              | 9              | 16.99913170(12)    | STABLE                         | 5/2+           | 0.00038(1)  | 0.00037–0.00040   |
| 18O         | 8              | 10             | 17.9991610(7)      | STABLE                         | 0+             | 0.00205(14) | 0.00188–0.00222   |
| 19O         | 8              | 11             | 19.003580(3)       | 26.464(9) s                    | 5/2+           |             |                   |
| 20O         | 8              | 12             | 20.0040767(12)     | 13.51(5) s                     | 0+             |             |                   |
| 21O         | 8              | 13             | 21.008656(13)      | 3.42(10) s                     | (1/2,3/2,5/2)+ |             |                   |
| 22O         | 8              | 14             | 22.00997(6)        | 2.25(15) s                     | 0+             |             |                   |
| 23O         | 8              | 15             | 23.01569(13)       | 82(37) ms                      | 1/2+#          |             |                   |
| 24O         | 8              | 16             | 24.02047(25)       | 65(5) ms                       | 0+             |             |                   |
| 25O         | 8              | 17             | 25.02946(28)#      | <50 ns                         | (3/2+)#        |             |                   |
| 26O         | 8              | 18             | 26.03834(28)#      | <40 ns                         | 0+             |             |                   |
| 27O         | 8              | 19             | 27.04826(54)#      | <260 ns                        | 3/2+#          |             |                   |
| 28O         | 8              | 20             | 28.05781(64)#      | <100 ns                        | 0+             |             |                   |

- 同位体の存在量と原子質量に関しては、試料ごとに値の変動があり、値に誤差がある。ただし、地球上に存在する全ての（通常の）物質において、表記の誤差範囲内に収まる。（過度の放射線にさらされる、人為的な操作が加わるなどの例外を除いて。）
- #でマークされた値は、全てが純粋に実験値から算出されたものではなく、一部体系的な傾向から導き出された推定値を含んでいる。明確なデータが得られていない核スピンに関しては、かっこ書きで表記している。
- 数値の最後にかっこ書きで表記しているのは、その値の誤差を示している。誤差の値は、同位体の構成と標準の原子質量に関しては、IUPACが公表する誤差で表記しており、それ以外の値は、標準偏差を表記している。